# Pterygoplichthys joselimaianus
Espèce
Pterygoplichthys joselimaianus ou L001 (L022), plus communément appelé Pleco doré, tient son nom de ses taches dorées. C'est un poisson-chat (ordre Siluriforme) de la grande famille des Loricariidae et de la sous-famille des Hypostominae.
L001 a un modèle plus vernaculaire. L022 possède principalement un motif plus en pointillés. Cependant, ces distinctions sont très individualistes, ils sont donc de la même espèce, on les distingue seulement par le fait que les premiers spécimens de L022 ont été signalés vers l'ilôt Marajó .
Il fut décrit pour la première fois par Weber en 1991.

## Description
Adulte il atteint environ 25-30 centimètres.
Le dimorphisme sexuel s'évalue avec la procédure standard des Hypostomini: bien conditionnés, les mâles ont la papille levée, tandis que des organes génitaux des femelles sont plus larges et sont à plat contre le corps.

## Distribution
Ce poisson provient du Rio Tocantins, un affluent de l'Amazone, qui coule au Brésil, dans l'État du Pará. Il est pêché dans la région de Tucurui en eau vive, souvent jusqu'à plus de dix mètres de profondeur.

## En aquarium
C'est l'espèce la plus commune dans le commerce. (partie bientôt complétée)

## Alimentation
Il est omnivore. Il accepte la nourriture sèche, les aliments congelés (les larves de moustiques, tubifex, artémias, Mysis, krill), ainsi que des légumes frais comme le concombre, la courgette, l'aubergine, les épinards, le pois, l'igname et les haricots. C'est un opportuniste, il mange la plupart des aliments offerts, mais aussi les œufs des autres poissons.

## Reproduction
Non réussie en aquarium. Mais réussite en bassin extérieur.